# Coité do Nóia
Coité do Nóia est une municipalité brésilienne dans l'État de l'Alagoas.